# Finn Bálor
Fergal Devitt (* 25. Juli 1981 in Bray, County Wicklow), bekannt unter seinem Ringnamen Finn Bálor, ist ein irischer Wrestler und Wrestling-Trainer. Er steht bei WWE unter Vertrag und tritt in deren Show Raw auf. Sein bisher größter Erfolg ist der Erhalt der Universal Championship.

## Wrestling-Karriere

### Independent-Ligen (2000–2014)
Devitt wurde von Andre Baker trainiert. Seine Anfänge machte Devitt im Vereinigten Königreich bei verschiedenen Independent Promotions (z. B. NWA UK Hammerlock, NWA Ireland, Irish Whip Wrestling oder Independent Wrestling Federation). Am 27. Oktober 2004 gewann er seinen ersten Titel, die NWA British Commonwealth Championship.
2003 bestritt Devitt sein erstes Match in den USA. Ab dem Jahr 2005 trat er regelmäßiger in den USA auf, vorwiegend in der National Wrestling Alliance (NWA).
Im August 2012 trat er im Rahmen des Fans Appreciation Weekends in der Turbinenhalle in Oberhausen erstmals in Deutschland für Westside Xtreme Wrestling auf. Weitere Auftritte bei der Liga in Hamburg und beim 12th Anniversary in Oberhausen folgten.

### New Japan Pro Wrestling (2006–2014)
Im April 2006 unterschrieb Devitt einen Vertrag bei New Japan Pro-Wrestling (NJPW). Dort trainierte er im New Japan Dojo (in der Wrestlingschule von NJPW).

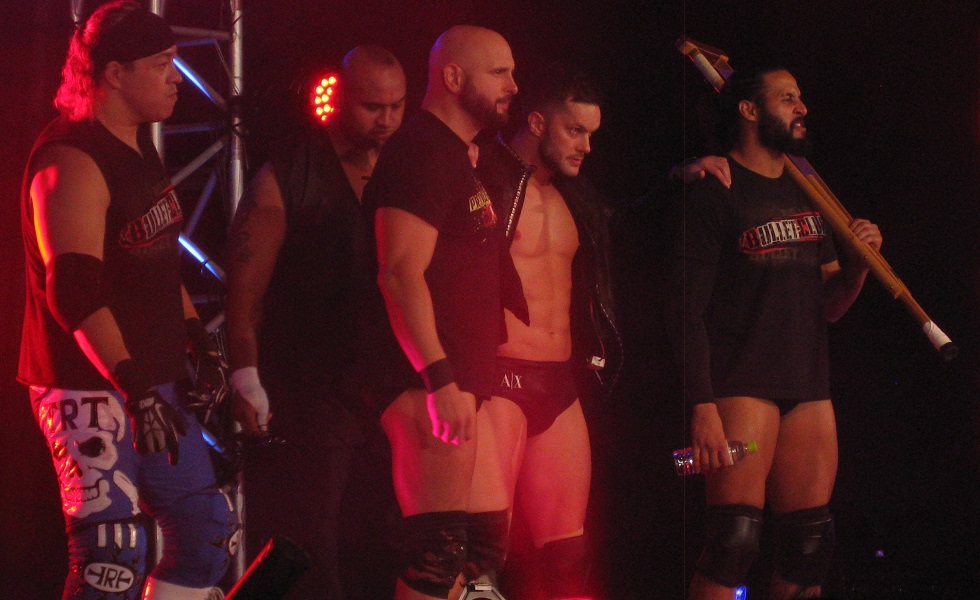
Devitt als Anführer des Bullet Clubs im September 2013

Am 16. April 2006 debütierte er als Prince Devitt und schloss sich im gleichen Jahr dem Stable Control Terrorism Unit (CTU) an. 2007 verließ er CTU wieder und schloss sich dem Stable RISE (bestehend aus Shinsuke Nakamura, Hirooki Goto, Minoru, Milano Collection AT, Giant Bernard und Travis Tomko) an. Gemeinsam mit Minoru gewann Devitt am 27. Januar 2008 die IWGP Junior Heavyweight Tag Team Championship. Den Titel gaben sie am 17. Februar an AKIRA und Jushin Thunder Liger ab. Am 21. Juli gewannen Devitt und Minoru den Titel zurück. Den Titel gaben sie diesmal an Tetsuya Naito und Yujiro ab. Mit RISE fehdete Devitt gegen das Stable Great Bash Heel.
Ab Juni 2009 bildete Devitt mit Ryusuke Taguchi das Tag Team Apollo 55. Gemeinsam gewannen sie am 5. Juli 2009 die IWGP Junior Heavyweight Tag Team Championship von The Motor City Machine Guns (Alex Shelley und Chris Sabin). Den Titel gaben sie am 8. Mai 2010 an El Samurai und Koji Kanemoto ab. Die IWGP Junior Heavyweight Tag Team Championship gewannen Devitt und Taguchi bis ins Jahr 2011 weitere zwei Male. Am 19. Juni 2010 gewann Devitt die IWGP Junior Heavyweight Championship von Naomichi Marufuji. Den Titel gab er nach 364 Tagen, am 18. Juni 2011, an Kota Ibushi ab. Am 19. September 2011 gewann er den Titel erneut, als er KUSHIDA um den vakanten Titel besiegte, der durch eine Knieverletzung von Ibushi neu ausgefochten werden musste. Devitt hielt den Titel bis zum 3. Mai 2012, als er ihn an Low-Ki abgeben musste. Nach einer zwischenzeitlichen Regentschaft von Kota Ibushi gewann Devitt am 11. November 2012 den Titel zum dritten Mal, verlor diesen aber nach über 400 Tagen Regentschaft bei Wrestle Kingdom 8 am 4. Januar 2014 in Tokio an Ibushi.

### World Wrestling Entertainment (seit 2014)

#### NXT Champion(2014–2016)

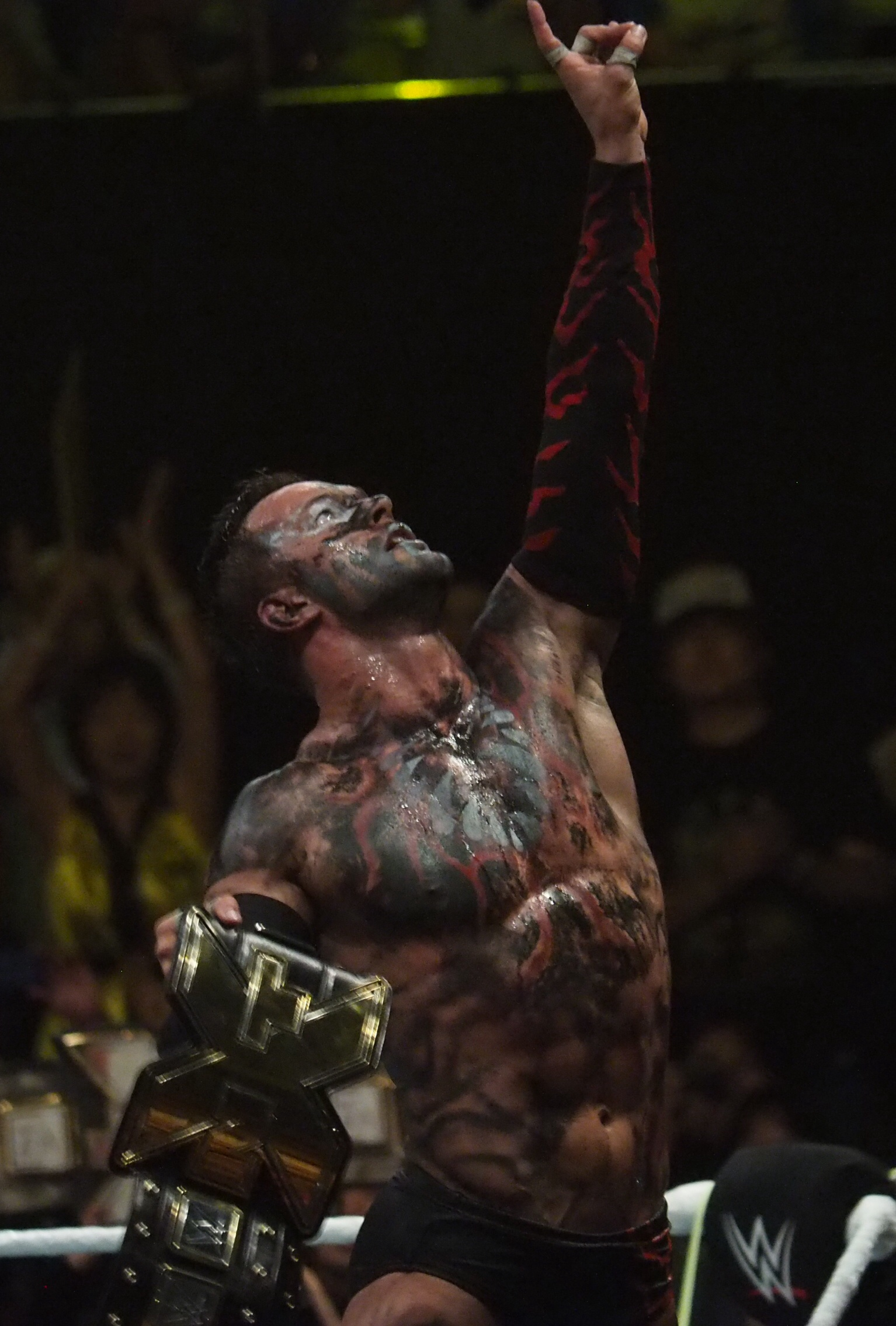
NXT Champion Bálor im Jahr 2015

Am 28. Juli 2014 gab die WWE bekannt, dass man einen Dreijahresvertrag mit Devitt geschlossen hat und dass er zunächst in der WWE Farmliga NXT auftreten wird. Dort erhielt er den neuen Ringnamen Finn Bálor. Bei NXT debütierte er, als er Kenta Kobayashi in seiner Fehde gegen The Ascension (Konnor und Viktor) unterstützte.
Am 4. Juli 2015 gewann Devitt die NXT Championship von Kevin Owens, bei einem WWE Live Event in Tokio, Japan. Am 7. Oktober 2015 bei NXT TakeOver: Respect gewann er gemeinsam mit Samoa Joe das Dusty Rhodes Tag Team Classic Tournament. Am 21. April 2016 verlor Bálor bei einer Houseshow seinen NXT Champion-Titel an Samoa Joe. Seinen letzten Auftritt bei NXT hatte er schließlich am 13. Juli 2016, als er gegen Shinsuke Nakamura verlor.

#### ErsterUniversal Championund Verletzung (2016–2017)
Beim WWE Draft 2016, welcher am 19. Juli 2016 bei SmackDown stattfand, wurde er zu Raw gedraftet. Am 25. Juli 2016 debütierte Finn Bálor offiziell bei Monday Night Raw. In einem Qualifikationsmatch um die Position als Herausforderer auf die neu geschaffene WWE Universal Championship gewann er zunächst ein Fatal-Four-Way-Match gegen Kevin Owens, Rusev und Cesaro, wobei er Rusev pinnte. Später am selben Abend konnte er ein weiteres Match gegen Roman Reigns gewinnen, welcher zuvor ebenfalls ein Fatal-Four-Way-Match gegen Chris Jericho, Sami Zayn und Sheamus gewinnen konnte. Damit war Bálor offiziell einer der beiden Herausforderer auf die WWE Universal Championship. Beim Summerslam traf er auf Seth Rollins, gegen den er das Titelmatch gewinnen konnte. Damit wurde er zum allerersten WWE Universal Champion ernannt. Allerdings musste er den Titel bereits einen Tag später aufgrund einer Verletzung an der Schulter wieder abgeben.

#### Rückkehr undIntercontinental Champion(2017–2019)
In der Folgezeit konnte er keine weiteren Titel gewinnen, stand aber in diversen Fehdeprogrammen. Am 12. Januar 2019 trat er überraschend bei der Großveranstaltung NXT UK: TakeOver Blackpool auf. Hier besiegte er, als Vertretung für den verletzten Travis Banks, seinen irischen Landsmann Jordan Devlin. Beim Royal Rumble am 27. Januar 2019 bestritt Bálor ein Match gegen Brock Lesnar um die WWE Universal Championship, konnte dieses jedoch nicht gewinnen. Bei der folgenden Großveranstaltung Elimination Chamber am 17. Februar 2019 erlangte er jedoch mit einem Sieg in einem 2:1 Handicap-Match über Bobby Lashley und Lio Rush zum ersten Mal die WWE Intercontinental Championship. In diesem Match pinnte Bálor Lio Rush, nicht jedoch den amtierenden Champion Lashley. Aufgrund der spezifischen Match-Bestimmungen wechselte der Titel trotzdem. Einen Monat später, in der RAW-Sendung vom 11. März 2019, verlor er den Titel wieder an Bobby Lashley, nachdem Lio Rush außerhalb des Rings für eine Ablenkung gesorgt hatte. Bei WrestleMania 35, am 7. April 2019, konnte er sich mit einem Sieg über Lashley die WWE Intercontinental Championship mit Hilfe seines Demon Gimmicks zum zweiten Mal sichern.
Im Rahmen des Superstar Shake-Ups 2019 wechselte Bálor am 16. April 2019 als Intercontinental Champion von Raw zu SmackDown. Der Titel wechselte somit auch in diese Sendung. Er nahm am Money in the Bank Ladder Match am 19. Mai 2019 teil, das Match gewann er jedoch nicht. Am 7. Juni 2019 verteidigte er erneut seinen Titel gegen Andrade bei WWE Super ShowDown. Die Regentschaft endete am 14. Juli 2019 bei Extreme Rules, nachdem er gegen Shinsuke Nakamura verlor, diese Regentschaft hielt 98 Tage. Am 11. August 2019 verlor er ein Singles Match gegen Bray Wyatt beim WWE SummerSlam.

#### Rückkehr zuNXTund Heel-Turn (2019–2021)
Nach einer fast zweimonatigen Abwesenheit kehrte Bálor in der NXT-Ausgabe vom 2. Oktober zurück und konfrontierte NXT Champion Adam Cole. Am 23. November 2019 bestritt er bei NXT TakeOver: WarGames III ein Singles Match gegen Matt Riddle, dieses Match gewann er. Am 8. September 2020 gewann er erneut den NXT Championship, hierfür besiegte er Adam Cole. Die Regentschaft hielt 212 Tage und verlor den Titel, schlussendlich am 8. April 2021 an Karrion Kross bei NXT TakeOver: Stand and Deliver.

#### Rückkehr ins Main Roster (seit 2021)
Am 17. Juni 2021 kehrte er zu SmackDown zurück. In einem Segment attackierte er Sami Zayn. In der darauf folgenden SmackDown-Ausgabe besiegte er Sami Zayn und forderte dann Roman Reigns um die Universal Championship heraus. Am 3. September 2021 erhielt er das Match gegen Reigns, dies verlor er jedoch. Hiernach verkündete sein Demon, dass er Reigns herausfordern wird. Am 26. September 2021 bestritt er bei Extreme Rules 2021 als The Demon ein Extreme-Rules-Match um den Titel, dieses verlor ebenfalls.
Am 4. Oktober 2021 wurde er beim WWE Draft zu Raw gedraftet. Im Oktober nahm er am King of the Ring Turnier teil. Er erreichte das Finale, wo er Xavier Woods unterlag. Am 28. Februar 2022 gewann er die WWE United States Championship, hierfür besiegte er Damian Priest. Die Regentschaft hielt 49 Tage und verlor den Titel, schlussendlich am 18. April 2022 an Theory. Am 5. Juni 2022 bestritt er zusammen mit AJ Styles und Liv Morgan bei Hell In A Cell (2022) ein Six-Person-Mixed-Tag-Team-Match gegen Edge, Damian Priest und Rhea Ripley, das Match verloren sie. Bei der Raw-Ausgabe vom 6. Juni 2022 schloss er sich der Gruppierung von Edge an. Edge wurde nach einem Angriff aus der Gruppe geworfen.
Am 2. September 2023 gewann er bei Payback (2023) zusammen mit Damian Priest die Undisputed WWE Tag Team Championship, hierfür besiegten sie Kevin Owens und Sami Zayn. Die Regentschaft hielt 35 Tage und verloren die Titel, schlussendlich am 7. Oktober 2023 bei WWE Fastlane (2023) an Jey Uso und Cody Rhodes. Am 16. Oktober 2023 gewannen die beiden die Titel von Jey Uso und Cody Rhodes zurück. Diese verloren sie bei WrestleMania XL an The Awesome Truth und A Town Down Under. Schließlich gewann er die World Tag Team Championship (vormals RAW Tag Team Championship, welche er und Priest gegen The Awesome Truth verloren) mit Jordan Devlin aka JD McDonagh für den Judgement Day zurück. Beim SummerSlam verriet er Damian Priest, seinen Tag-Team-Partner und Judgement-Day-Kollegen, als er zu Gunsten von Damian Priests Kontrahenten Gunther in das Match eingriff.
Am 30. Juni 2025 eroberte er mit Partner JD McDonagh erneut den Tag Team-Titel in dem sie bei RAW New Day besiegten. 

## Titel und Auszeichnungen
- American Wrestling Roadshow
  - Wrestling.Ie Championship (1×)

- Consejo Mundial de Lucha Libre

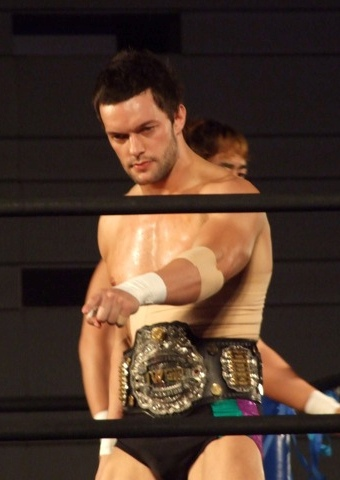
IWGP Junior Heavyweight Champion Devitt im Jahr 2011

  - NWA World Historic Middleweight Championship (1×)

- Insane Championship Wrestling
  - ICW Zero-G Championship (1×)

- New Japan Pro-Wrestling
  - IWGP Junior Heavyweight Championship (3×)
  - IWGP Junior Heavyweight Tag Team Championship (3× mit Ryusuke Taguchi, 2× mit Minoru)
  - Best of the Super Juniors (2010, 2013)
  - J Sports Crown Openweight 6 Man Tag Tournament (2010, 2011 mit Ryusuke Taguchi und Hirooki Goto)

- NWA UK Hammerlock
  - NWA British Commonwealth Heavyweight Championship (2×)

- World Wrestling Entertainment
  - WWE Universal Championship (1×)
  - WWE Intercontinental Championship (2×)
  - WWE United States Championship (1×)
  - NXT Championship (2×)
  - WWE SmackDown Tag Team Championship (2×) mit Damian Priest
  - WWE Raw Tag Team Championship (2×) mit Damian Priest, (2×) mit Jordan Devlin
  - Dusty Rhodes Tag Team Classic (2015 mit Samoa Joe)

- Revolution Pro Wrestling
  - British Cruiserweight Championship (1×)

- Pro Wrestling Illustrated
  - Nummer 35 der Top 500 Wrestler in der PWI 500 im Jahr 2020